# Zet
Zet — белорусская рок-группа.

## История
Zet — таинственная группа, чьи участники всегда прячут свои лица под масками, а настоящие имена под прозвищами. Неоднократно принимали участие в фестивале «Басовище».

### Награды
- В 2006 году песня «Белакрылы анёл» победила в номинации «Песня года» на фестивале «Рок-коронация»[1]. В 2005 эта песня 2,5 месяца занимала верхнюю строчку в хит-параде Tuzin.fm[2].
- Альбом «Radzima.com» заняла 2-е место в конкурсе «Мистерия звука 2006» (рейтинг самых продаваемых белорусских музыкальных записей) в номинации «Хард-рок/метал альбом года»[3].

## Дискография

### Альбомы
- З Новым годам! (2000, переиздан в 2004)
- radzima.com (2006)

### Участие в сборниках
- Вольныя танцы: альтэрнатыва by (2001)
- Hardcorеманія: чаду! (2002)
- Personal Depeche[тарашк.] (2002)
- Генералы айчыннага року (2004)
- Прэм’ер Тузін 2005[тарашк.] (2005)
- Песьні свабоды (2006)
- Дыхаць! (2006)
- Песьні свабоды-2 (2006)
- Прэм'ер Тузін 2007 (2008) — «Love Story — Don’t Worry»
- Budzma The Best Rock / Budzma The Best Rock/New (2009) — «1-2-3»

## Участники
- Porter: ударные
- Manjak: ударные
- Akrabat: бас-гитара
- Strong: гитара
- Kanzler: вокал, гитара